# Кольб, Ханна
Ханна Кольб (нем. Hanna Kolb; род. 21 августа 1991 года, Штутгарт) — немецкая лыжница, участница Олимпийских игр в Ванкувере. Специализируется в спринтерских гонках.

## Карьера
В Кубке мира Кольб дебютировала в декабре 2009 года, в январе 2011 года единственный раз попала в десятку лучших на этапе Кубка мира, в командном спринте. Кроме этого, на сегодняшний момент имеет 8 попаданий в тридцатку лучших на этапах Кубка мира, 6 в личных и 2 в командных гонках. Лучшим достижением Кольб в общем итоговом зачёте Кубка мира является 54-е место в сезоне 2010-11.
На Олимпиаде-2010 в Ванкувере стала 25-й в спринте.
За свою карьеру принимала участие в одном чемпионате мира, на чемпионате 2011 года заняла 59-е место в спринте.